# Taipei Exchanges
Taipei Exchanges (mand. 第36個故事) – tajwańska komedia filmowa z 2010 roku w reżyserii i ze scenariuszem Hsiao Ya-chuana.

## Opis fabuły
Siostry Doris i Josie otwierają wspólnie kawiarnię w Tajpej. Doris zawsze marzyła, aby utrzymywać się z przyrządzanych przez siebie kaw i deserów, dąży do perfekcji w ich wyrobie, to jej pasja i ambicja. Z kolei Josie liczy po prostu na wzbogacenie się u boku siostry. Za sprawą zbiegu okoliczności, podczas uroczystego otwarcia lokalu ludzie przynoszą do niego mnóstwo zbędnych rzeczy, takich jak stare zabawki, bibeloty czy inne przedmioty, których nie potrzebują już w domu. Josie wpada na pomysł, aby uruchomić na terenie kawiarni wymianę – możesz wziąć dowolną rzecz, ale w zamian musisz oddać coś swojego. Przedmiotu nie można po prostu kupić, konieczna jest wymiana. Inicjatywa ta szybko zyskuje kawiarni popularność i opinię miejsca niepowtarzalnego.

## Obsada
- Kwai Lun-mei jako Doris
- Lin Zaizai jako Josie
- Chang Han jako Chun-Ching

i inni

## Produkcja i dystrybucja
Film został zrealizowany w całości na terenie Tajpej. Na potrzeby jego produkcji urządzona została prawdziwa kawiarnia, która po zakończeniu zdjęć rozpoczęła normalną działalność i istnieje do dziś, bazując na dużej popularności, jaką film zdobył wśród tajwańskiej publiczności.
Tajwańska premiera filmu miała miejsce 14 maja 2010 roku. W Polsce został po raz pierwszy oficjalnie pokazany 19 października 2011, jako film otwarcia Festiwalu Pięć Smaków w Warszawie, poświęconego kinu i kulturze Azji.